# 山梨県立特別支援学校うぐいすの杜学園
山梨県立特別支援学校うぐいすの杜学園（やまなしけんりつとくべつしえんがっこう うぐいすのもりがくえん）は、山梨県甲府市住吉に所在する県立の特別支援学校である。山梨県による「子どもの心のケアに係る総合拠点整備構想」に基づき、2020年（令和2年）4月に「山梨県子どものこころサポートプラザ」内に開校した。児童相談所の判断により、短期の心理治療が必要とされた義務教育段階の児童・生徒を対象とする。

## 概要
山梨県立特別支援学校うぐいすの杜学園は、「山梨県子どものこころサポートプラザ」の一角に設置された特別支援学校であり、プラザ内には山梨県中央児童相談所、山梨県立こころの発達総合支援センター、山梨県立子ども心理治療センターうぐいすの杜が併設されている。教育・医療・心理支援など、複数の専門機関が連携しながら、心のケアを必要とする子どもへの総合的な支援を行っている。
同校は小学部および中学部を設置しており、対象は山梨県立子ども心理治療センターうぐいすの杜に入所または通所する児童生徒である。児童心理治療施設とは、家庭環境や学校における対人関係、その他の要因により社会適応が困難となった子どもに対し、治療的生活ケア、心理治療、家族支援、教育支援などを提供し、社会生活への適応を図る施設である。

### 校名の由来
校名の「うぐいす」は、山梨県の県鳥であるウグイスにちなみ、「杜」は「やまなし」とも読まれることから、自然と地域性を象徴する名前として採用された。

### 校歌
校歌は作詞・作曲ともに小林真人による。

### 訪問支援
本校では、以下のような場合に訪問支援を行っている。まず、地域の小学校・中学校等からの要請に基づき、甲府市、山梨市、笛吹市、甲州市、甲斐市、中央市、昭和町を対象地域として、心因性疾患による病弱の児童生徒、あるいは発達障害に伴う二次障害のある児童生徒への支援を実施している。加えて、本校から転出した児童生徒や、教育相談を受けた児童生徒が在籍する学校からの要請に応じて、概ね3年間にわたる「追支援」も行っている。

## 沿革
- 2016年（平成28年）11月25日 - 山梨県が「子どもの心のケアに係る総合拠点（仮称）整備基本構想」を策定。建設場所を甲府市住吉二丁目地内県有地とし、中央児童相談所とこころの発達総合支援センターを移転整備、児童心理治療施設を新設することを決定。また、同施設に通う児童・生徒の教育機関として特別支援学校の本校を設置することとした[2]。
- 2017年（平成29年）11月14日 - 基本設計を公表。
- 2018年（平成30年）12月27日 - 起工式を実施。
- 2019年（令和元年）5月15日 - 校名を「山梨県立特別支援学校うぐいすの杜学園」、総合拠点全体を「山梨県子どものこころサポートプラザ」、児童心理治療施設を「山梨県立子ども心理治療センターうぐいすの杜」と決定。
- 2019年（令和元年）7月12日 - 山梨県立学校設置条例を一部改正し、うぐいすの杜学園を甲府市に設置することを公布。
- 2019年（令和元年）10月16日 - 校章を決定。
- 2019年（令和元年）12月20日 - 校舎等建築工事が完成。
- 2020年（令和2年）1月16日 - 学則および通学区域等に関する規則を一部改正し、うぐいすの杜学園に関する内容を定める。
- 2020年（令和2年）3月30日 - 外構工事が完成。
- 2020年（令和2年）4月1日 - 開校。
- 2020年（令和2年）4月7日 - 開校セレモニー（校旗樹立）を実施。
- 2021年（令和3年）2月17日 - 校歌発表会を実施。
- 2021年（令和3年）5月28日 - 第46回ふれあいグリーンキャンペーン（苗木・緑の募金受贈式および記念植樹）を実施。
- 2021年（令和3年）10月21日 - 第1回うぐいす祭を開催。あわせて甲府ロータリークラブから教育機材等の寄贈式を実施。

## 歴代校長
- 手塚 雅仁（2020年4月～2022年3月）
- 中村 知佳（2022年4月～2024年3月）
- 伊藤 太一（2024年4月～）

## 所在地
〒400-0851　山梨県甲府市住吉2丁目1-17（山梨県子どものこころサポートプラザ内）

## アクセス
- バス：甲府駅南口バスターミナル3番乗り場から「小瀬スポーツ公園」行きに乗車し、「甲府職業安定所」（約16分）で下車 徒歩1分
- 電車：JR身延線「甲斐住吉駅」から徒歩3分
- 車：甲府バイパス（国道20号線）の「中小河原交差点」を甲斐方面から左折し（笛吹市方面から右折）、約1分